# Cicer canariense
Cicer canariense je planý druh cizrny (Cicer) objevený v 60. letech 20. století na ostrově La Palma na Kanárských ostrovech a popsaný v časopise Kew Bulletin v roce 1986.

## Popis
Je to jednoletá rostlina dorůstající výšky až jeden metr. Jednotlivé stonky se větví již u kořene a jsou obaleny řadou listů s drobnými lístečky, které jsou téměř čárkovité. Každý list obsahuje až 30 lístků o šířce 1 mm a délce asi 1 cm. Květenstvím je hrozen s růžovými až fialovými kvítky. Kvete od srpna do září. Lusky obsahují 6–8 hnědých nebo černých semen.
Celkovým vzezřením se spíše podobá vikvím, po morfologických a fylogenetických studiích však bylo zjištěno, že se jedná o cizrnu (Cicer).

Porovnání listů
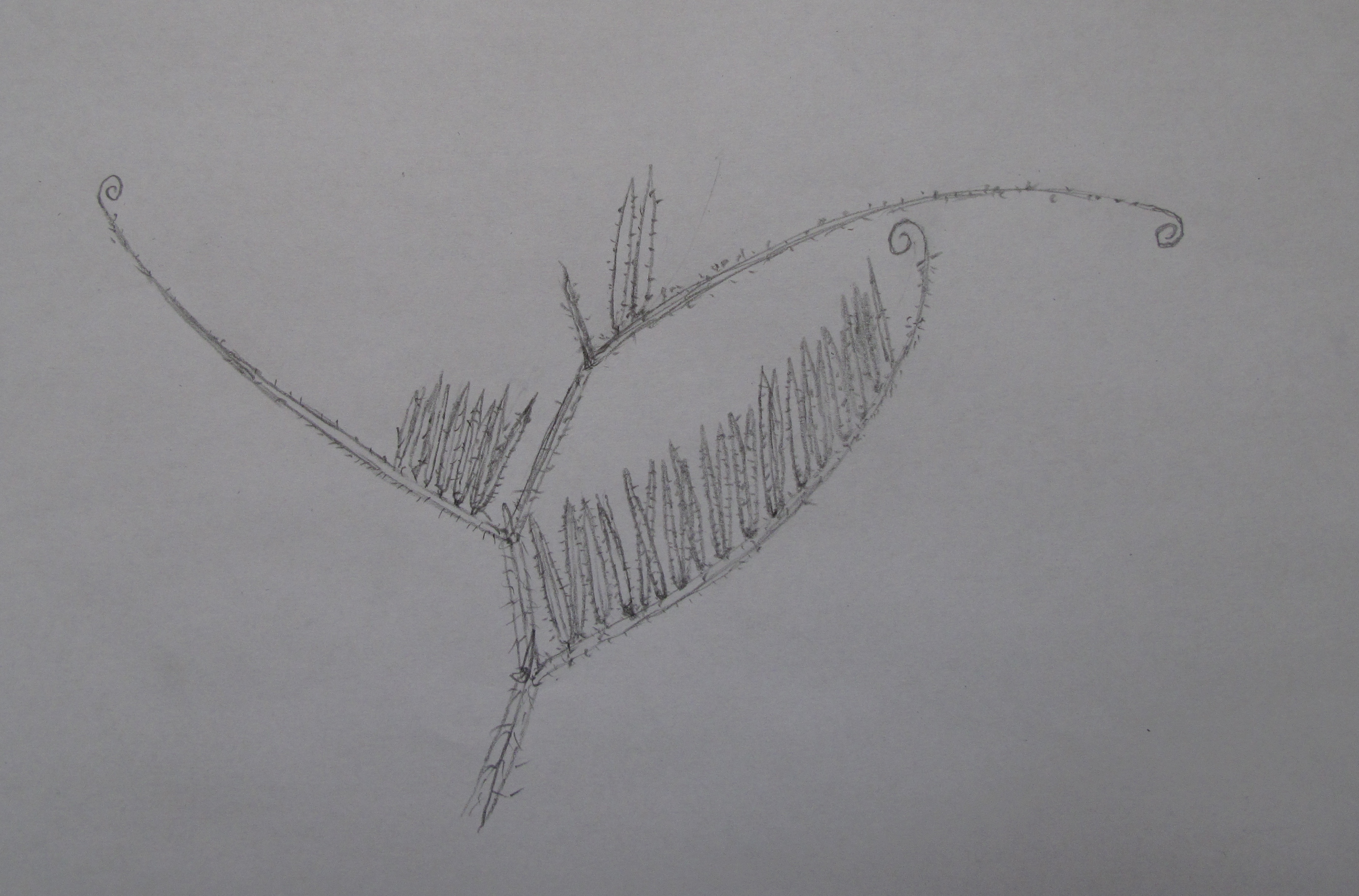
Cicer canariense
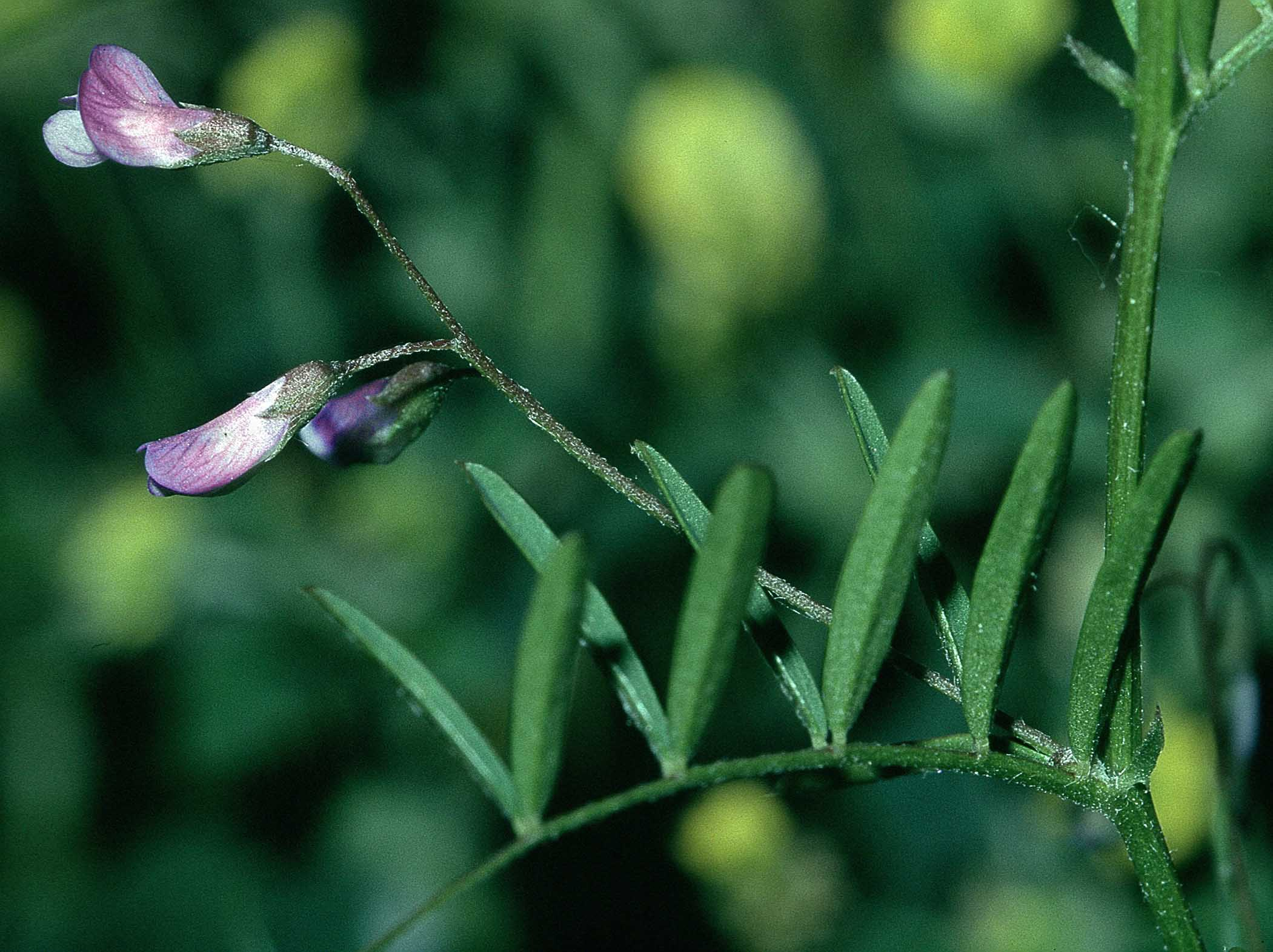
Vikev čtyřsemenná (Vicia tetrasperma)

## Rozšíření
Cicer canariense roste přirozeně v jehličnatých lesích (nalezen pod borovicemi) na Kanárských ostrovech (odtud nese i své druhové jméno canariense, tedy kanárský) v Atlantském oceánu. Prvně byl pozorován na ostrově La Palma, později objeven i na ostrově Tenerife. Jedná se o planý druh, který je pro výzkumné účely pěstován v botanických zahradách a při výzkumných pracovištích.
Svým rozšířením tak vytvořil enklávu rozšíření druhu cizrna (Cicer), který má oblast výskytu divokých druhů ve východním Středozemí, pokrývajíce části Řecka, Kypru, Turecka, Libanonu, Izraele, Sýrie přes Írán a Irák a dále v částech Pákistánu, Turkmenistánu, Tádžikistánu s menšími enklávami v oblasti západní Afriky. Kulturní druh cizrna beraní (Cicer arietinum) se pak v této oblasti vyskytuje v pásu pokrývajícím celé Středozemí. Tedy od Španělska a Maroka až po Indii a dále na březích Nilu s větším rozšířením v západní Africe.

## Použití
Podle Santose Guerry dříve snad využíván jako pícnina pasoucími se kozami, jak se dozvěděl při terénním průzkumu od místních obyvatel.

## Taxonomie

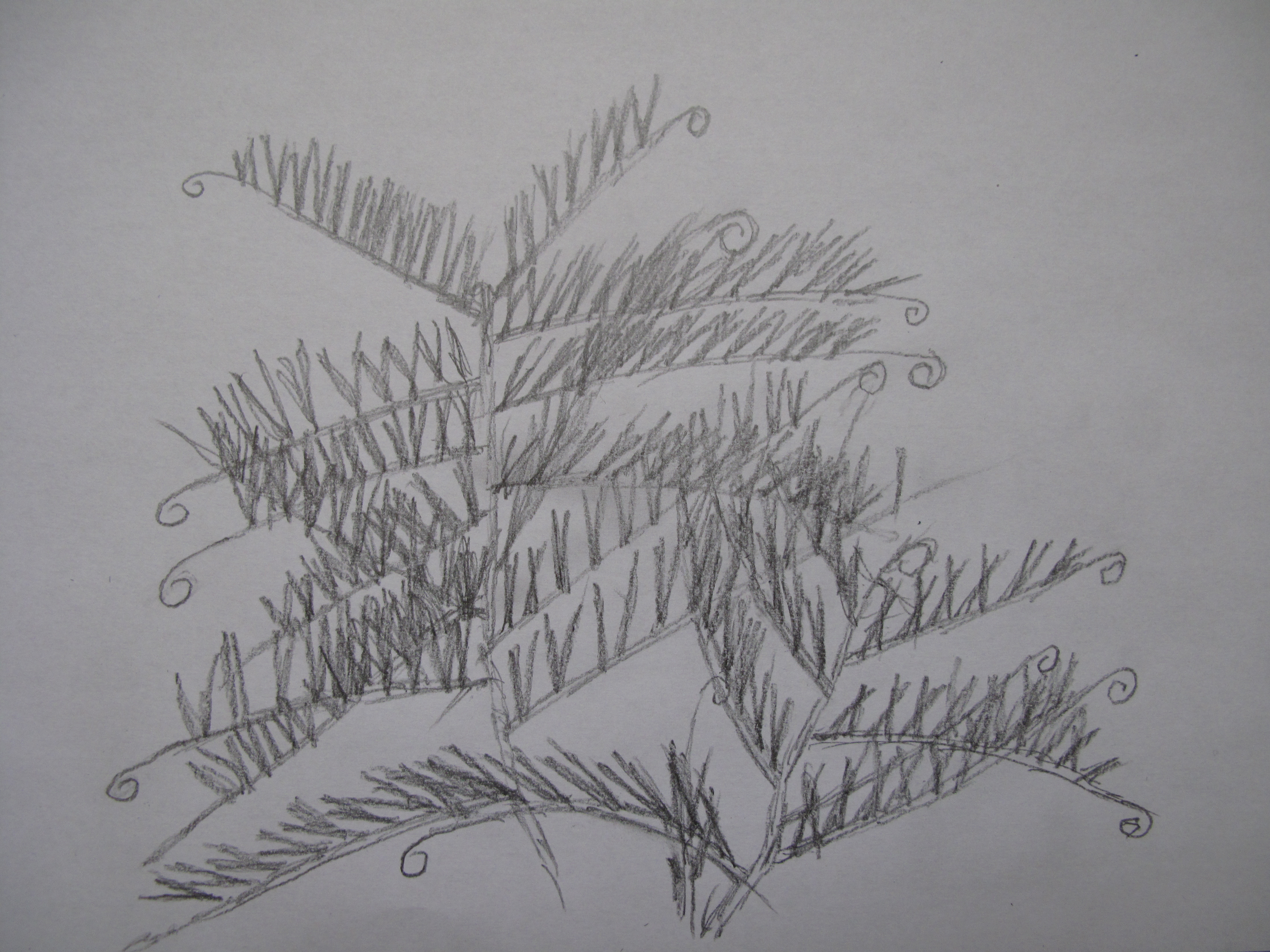
Cicer canariense – schematická kresba

Ač se Cicer canariense podobá svým celkovým vzezřením spíše vikvím, na základě morfologických i fylogenetických studií bylo zjištěno, že se jedná o cizrnu (Cicer).
U rodu cizrna se používá vnitrodruhové členění vytvořené v roce 1929 Popovem, které zavádí dva podrody: Pseudononis a Vicastrum. Ty se dále dělí na 4 sekce: Monocicer, Chamaecicer, Polycicer a Acanthocicer; a 14 sérií. Klasifikace se opírá o morfologické znaky jednotlivých zástupců.
Cicer canariense je pak řazen do sekce Polycicer, do kterého se řadí cizrny, jejichž listový stonek je zakončen úponkem nebo lístkem. Podle vědeckých studií se jedná o archaický druh a spolu s druhem C. cuneatum, tvoří vývojovou větev. C. cuneatum se přirozeně vyskytuje v Egyptě, Etiopii a v Saúdské Arábii a pravděpodobně i v Súdánu.